# Martin Havlát
Martin Havlát (né le 19 avril 1981 à Mladá Boleslav en Tchécoslovaquie, aujourd'hui ville de République tchèque) est un joueur tchèque de hockey sur glace professionnel.

## Carrière de joueur
Repêché par les Sénateurs d'Ottawa au 26e rang du repêchage d'entrée dans la LNH 1999 alors qu'il jouait en République tchèque, Havlát commence sa carrière dans la Ligue nationale de hockey lors de la saison 2000-2001 où il récolte 42 points et est finaliste pour le trophée Calder. 
Lors de la saison 2005-2006, une blessure à l'épaule le contraint à ne disputer que 18 matches durant la saison régulière et l'empêche de participer aux Jeux olympiques de Turin. Il rejoint les Blackhawks de Chicago via transaction au cours de l'été.
Il passe trois saisons avec les Hawks et connaît sa meilleure saison en 2008-2009 alors qu'il marque 77 points en 80 matches avec les Blackhawks. Le 1er juillet 2009, Havlát signe un contrat de six ans pour 30 millions de dollars avec le Wild du Minnesota. Après deux ans au Minnesota, le 3 juillet 2011, il est échangé aux Sharks de San José en retour de Dany Heatley.
Souvent blessé et moins productif avec les Sharks, son contrat est racheté par l'équipe et devient agent libre lors de l'intersaison 2014. Il signe pour un an avec les Devils du New Jersey et connaît une autre saison difficile avec 14 points en 40 matchs. De nouveau agent libre, il obtient un essai avec les Panthers de la Floride en septembre 2015 mais est libéré de l'équipe avant le début de la saison régulière. Fin octobre 2015, il accepte un essai de la part des Blues de Saint-Louis et parvient à convaincre l'équipe de lui faire signer un contrat. Après deux matchs avec les Blues, il est libéré de son contrat à sa demande.
Le 8 février 2017, il annonce sa retraite.

## Statistiques
| Saison     | Équipe                | Ligue      |     | Saison régulière | Saison régulière | Saison régulière | Saison régulière | Saison régulière |    | Séries éliminatoires | Séries éliminatoires | Séries éliminatoires | Séries éliminatoires | Séries éliminatoires |
| Saison     | Équipe                | Ligue      | PJ  | B                | A                | Pts              | Pun              | PJ               | B  | A                    | Pts                  | Pun                  |                      |                      |
| 1998-1999  | HC Oceláři Třinec     | Extraliga  | 24  | 2                | 3                | 5                | 4                | 8                | 0  | 0                    | 0                    | 0                    |                      |                      |
| 1999-2000  | HC Oceláři Třinec     | Extraliga  | 46  | 13               | 29               | 42               | 42               | -                | -  | -                    | -                    | -                    |                      |                      |
| 2000-2001  | Sénateurs d'Ottawa    | LNH        | 73  | 19               | 23               | 42               | 20               | 4                | 0  | 0                    | 0                    | 2                    |                      |                      |
| 2001-2002  | Sénateurs d'Ottawa    | LNH        | 72  | 22               | 28               | 50               | 66               | 12               | 2  | 5                    | 7                    | 14                   |                      |                      |
| 2002-2003  | Sénateurs d'Ottawa    | LNH        | 67  | 24               | 35               | 59               | 30               | 18               | 5  | 6                    | 11                   | 14                   |                      |                      |
| 2003-2004  | Sénateurs d'Ottawa    | LNH        | 68  | 31               | 37               | 68               | 46               | 7                | 0  | 3                    | 3                    | 2                    |                      |                      |
| 2003-2004  | HC Sparta Prague      | Extraliga  | 5   | 1                | 3                | 4                | 8                | -                | -  | -                    | -                    | -                    |                      |                      |
| 2004-2005  | HC JME Znojemští Orli | Extraliga  | 12  | 10               | 4                | 14               | 16               | -                | -  | -                    | -                    | -                    |                      |                      |
| 2004-2005  | HC Sparta Prague      | Extraliga  | 9   | 5                | 4                | 9                | 37               | 5                | 0  | 0                    | 0                    | 20                   |                      |                      |
| 2004-2005  | Dynamo Moscou         | Superliga  | 10  | 2                | 0                | 2                | 14               | -                | -  | -                    | -                    | -                    |                      |                      |
| 2005-2006  | Sénateurs d'Ottawa    | LNH        | 18  | 9                | 7                | 16               | 4                | 10               | 7  | 6                    | 13                   | 4                    |                      |                      |
| 2006-2007  | Blackhawks de Chicago | LNH        | 56  | 25               | 32               | 57               | 28               | -                | -  | -                    | -                    | -                    |                      |                      |
| 2007-2008  | Blackhawks de Chicago | LNH        | 35  | 10               | 17               | 27               | 22               | -                | -  | -                    | -                    | -                    |                      |                      |
| 2008-2009  | Blackhawks de Chicago | LNH        | 81  | 29               | 48               | 77               | 30               | 16               | 5  | 10                   | 15                   | 8                    |                      |                      |
| 2009-2010  | Wild du Minnesota     | LNH        | 73  | 18               | 36               | 54               | 34               | -                | -  | -                    | -                    | -                    |                      |                      |
| 2010-2011  | Wild du Minnesota     | LNH        | 78  | 22               | 40               | 62               | 52               | -                | -  | -                    | -                    | -                    |                      |                      |
| 2011-2012  | Sharks de San José    | LNH        | 39  | 7                | 20               | 27               | 22               | 5                | 2  | 1                    | 3                    | 4                    |                      |                      |
| 2012-2013  | Sharks de San José    | LNH        | 40  | 8                | 10               | 18               | 30               | 2                | 0  | 0                    | 0                    | 0                    |                      |                      |
| 2013-2014  | Sharks de San José    | LNH        | 48  | 12               | 10               | 22               | 10               | 1                | 0  | 0                    | 0                    | 0                    |                      |                      |
| 2014-2015  | Devils du New Jersey  | LNH        | 40  | 5                | 9                | 14               | 10               | -                | -  | -                    | -                    | -                    |                      |                      |
| 2015-2016  | Blues de Saint-Louis  | LNH        | 2   | 1                | 0                | 1                | 0                | -                | -  | -                    | -                    | -                    |                      |                      |
| Totaux LNH | Totaux LNH            | Totaux LNH | 790 | 242              | 352              | 594              | 404              | 75               | 21 | 31                   | 52                   | 52                   |                      |                      |